# Episodi di Josy Klick (seconda stagione)
La seconda stagione della serie televisiva Josy Klick, composta da 6 episodi, è stata trasmessa in prima visione assoluta in Germania dal canale Sat.1 dal 10 al 29 settembre 2015.
In Italia, la stagione va in onda dal 6 febbraio 2017 su Giallo.
| n° | Titolo originale | Titolo italiano    | Prima TV Germania | Prima TV Italia  |
| -- | ---------------- | ------------------ | ----------------- | ---------------- |
| 1  | Bürgerwehr       | Ronde di quartiere | 10 settembre 2015 | 6 febbraio 2017  |
| 2  | Indianer         | Frecce mortali     | 17 settembre 2015 | 6 febbraio 2017  |
| 3  | Pferde           | Ippoterapia        | 22 settembre 2015 | 13 febbraio 2017 |
| 4  | Touristen        | Turiste            | 29 settembre 2015 | 13 febbraio 2017 |
| 5  | Görlitzer Park   | Il parco Gorlitz   | 29 settembre 2015 | 20 febbraio 2017 |
| 6  | Zahltag          | Resa dei conti     | 29 settembre 2015 | 20 febbraio 2017 |